# Wissenschaft als Beruf
Wissenschaft als Beruf ist ein Aufsatz des Soziologen und Ökonomen Max Weber. Er basiert auf einem Vortrag, den Max Weber am 7. November 1917 im Rahmen einer vom „Freistudentischen Bund. Landesverband Bayern“ veranstalteten Vortragsreihe „Geistige Arbeit als Beruf“ im Kunstsaal der Münchner Buchhandlung Steinicke gehalten hat. Nachdem Weber auf den Lauensteiner Kulturtagungen sich als Redner erwiesen hatte, der junge Menschen begeistern konnte und es thematische Berührungspunkte gab, bot er sich für dieses Vortragsthema an. Außerdem lag ihm die Thematik aber auch „selbst am Herzen“. Der erweiterte Text dieses Vortrags wurde im Juli 1919 veröffentlicht.
Das Konzept der Entzauberung der Welt ist Teil der Wissenschaft als Beruf.

## Inhalt
Zunächst nimmt Weber in seinem Vortrag Stellung zu den Vor- und Nachteilen einer Wissenschaftslaufbahn. Er vergleicht das deutsche und das amerikanische Universitätssystem, die Aufstiegschancen von Dozenten und deren Gehalt, betont den Faktor Zufall, der eine nicht zu vernachlässigende Rolle in der Karriere jedes Wissenschaftlers spiele. Ferner geht er auf das Verhältnis des Wissenschaftlers als Individuum gegenüber der Wissenschaft allgemein ein, welche Voraussetzungen dieser mitbringen sollte. Man muss für und von der Wissenschaft leben können. 
Er vertritt hier die Position, dass eine wissenschaftliche Leistung nur durch Spezialisierung zu erreichen ist:

„Nur durch strenge Spezialisierung kann der wissenschaftliche Arbeiter tatsächlich das Vollgefühl, einmal und vielleicht nie wieder im Leben, sich zu eigen machen: hier habe ich etwas geleistet, was dauern wird.“

Er beschäftigt sich auch mit der Frage nach dem „Wert von Wissenschaft“. Wissenschaft habe zwar das Handwerkzeug (Methoden), um zu neuen Erkenntnissen und Positionen zu gelangen, wieso diese es wert sind, vertreten zu werden, kann man aber nicht direkt ableiten. Gemeint ist der engere Kreis der Naturwissenschaften in Abgrenzung zur Ethik und Philosophie; letztere müssen sich der Untersuchung der Wert-Frage widmen.
Keine Wissenschaft ist frei von Annahmen, und der Wert einer Wissenschaft geht verloren, sobald ihre Annahmen abgelehnt werden. 

„Alle Naturwissenschaften geben uns Antwort auf die Frage: Was sollen wir tun, wenn wir das Leben technisch beherrschen wollen? Ob wir es aber technisch beherrschen sollen und wollen, und ob das letztlich eigentlich Sinn hat: – das lassen sie ganz dahingestellt oder setzen es für ihre Zwecke voraus.“

Die Frage nach dem Sinn des Lebens kann also, wenn überhaupt, nicht durch Naturwissenschaften allein geklärt werden. 
In den letzten Abschnitten betont Weber, dass man „Politik“ nicht in den Hörsaal tragen solle.

„Im Hörsaal, wo man seinen Zuhörern gegenübersitzt, haben sie zu schweigen und der Lehrer zu reden, und ich halte es für unverantwortlich, diesen Umstand, dass die Studenten um ihres Fortkommens willen das Kolleg eines Lehrers besuchen müssen, und dass dort niemand zugegen ist, der diesem mit Kritik entgegentritt, auszunützen, um den Hörern nicht, wie es seine Aufgabe ist, mit seinen Kenntnissen und wissenschaftlichen Erfahrungen nützlich zu sein, sondern sie zu stempeln nach seiner persönlichen politischen Anschauung.“

## Interpretation
Webers Vortrag sei der traditionellen Interpretation nach auf das Konzept der wertfreien Wissenschaft hin ausgerichtet, kommentiert Hans Ulrich Gumbrecht in einem Beitrag von 2004 mit dem Titel „Die Aufgabe der Geisteswissenschaften heute“, und er erläutert im Gegensatz dazu seine Einschätzung, wonach Webers Argumentation viel komplexer sei. Nach Auffassung von Gumbrecht geht es Weber hier vor allem um das innovative Denken, das das Ziel von Wissenschaft sei. Dabei schlage Weber vor, zu trennen zwischen dem innovativen Wert eines Gedankens und seinem praktischen Nutzen. Zwischen diesen beiden bestehe nur eine zufällige Beziehung. Gumbrecht fasst Weber so auf, dass er meint, dass Gelehrte einer für Universitäten spezifischen Regel gemäß „unangenehme Wahrheiten“ produzieren und dass die soziale Wirksamkeit der Universität in ihrem Wandlungspotenzial bestehe.